# Mont-Theux
Pour les articles homonymes, voir Theux (homonymie).
Le Mont-Theux est une côte de 2 900 m d'une moyenne de 5,3 % qui se situe dans la ville de Theux dans la Province de Liège en Belgique.

## Historique
Côte historique de la course cycliste Liège-Bastogne-Liège, elle a été présente très régulièrement sur le parcours de la Doyenne mais n'a plus été escaladée depuis 2014.
L'ascension est au programme de la 4e étape du Tour de France Femmes 2024 et franchie en tête par la Néerlandaise Yara Kastelijn.

## Description
Elle se compose de trois montées entrecoupées de deux courts replats. La partie finale de la côte est la plus dure sur une dernière ligne droite avec une pente maximale de 12 %. La côte emprunte la large route nationale 62 entre Theux et Louveigné et traverse le hameau de Mont qui a donné son nom à la côte.

## Caractéristiques
- Départ : 175 m
- Altitude : 330 m
- Dénivellation : 155 m
- Longueur : 2,9 km
- Pente moyenne : 5,3 %
- Pente maximale : 12 %